# Kasteel van Bouges
Het Kasteel van Bouges (Frans: Château de Bouges) is een 18e-eeuws kasteel of beter gezegd landhuis in de Franse gemeente Bouges-le-Château. Het is in 1765 gebouwd voor Claude Charles François Leblanc de Marnaval, onder andere directeur van de Manufacture royal de draps in Châteauroux. Het gebouw is door het Franse ministerie van cultuur geclassificeerd als monument historique en opgenomen in de lijst van jardins remarquables (opmerkelijke tuinen). Zowel het kasteel als de tuinen zijn toegankelijk voor het publiek.